# Gizem Memiç
Gizem Memiç (Ankara, 16 maggio 1990) è una modella turca, vincitrice del concorso Miss Turchia 2010 il 1º aprile 2010 presso il TIM Show Centre di Istanbul.
Gizem Memiç ha ricevuto la corona da Ebru Şam, Miss Turchia 2009. Al momento dell'incoronazione, la modella stava studiano architettura d'interni e design ambientale presso l'università di Bilkent.
Gizem Memiç ha rappresentato la Turchia a Miss Universo 2010 che si è tenuto a Las Vegas il 23 agosto 2010, ed a Miss Mondo 2010, che si è tenuto a Sanya il 22 ottobre 2010
Durante il proprio anno di regno la modella turca è stata testimonial di numerose ditte, ed ha prestato la propria immagine per alcune campagne pubblicitarie televisive.